# Mungos
Mungos ist eine Gattung aus der Familie der Mangusten (Herpestidae). Allerdings umfasst diese Gattung nicht die im deutschen als Mungo bezeichneten Tiere (diese werden der Gattung Herpestes zugerechnet), sondern zwei in Afrika lebende Arten:
- die Zebramanguste (Mungos mungo) und
- die Gambia-Manguste (Mungos gambianus).

Die Tiere dieser Gattung haben ein raues, graubraunes Fell, bei der Zebramanguste sind charakteristische helle Querstreifen vorhanden. Sie leben in Gruppen von meist 10 bis 20 Tieren und legen ihre Baue oft in verlassenen Termitenhügeln oder Bauen anderer Tiere an. Ihre Nahrung besteht vorwiegend aus Käfern und Doppelfüßern, sie verzehren aber auch eine Vielzahl anderer Kleintiere.
Die Arten werden von der Weltnaturschutzunion IUCN laut der Roten Liste gefährdeter Arten als nicht gefährdet („Least Concern“) klassifiziert.